# カサブランカに愛を
『カサブランカに愛を 〜殺人者は時空を超えて』は、シンキングラビットが制作したコマンド入力型の推理アドベンチャーゲーム（AVG）。ディスクミステリー第3弾として1986年9月にパソコン用ゲームとして発売されその後3DO、携帯電話用アプリへと移植されている。オリジナル版は、雰囲気のあるモノクローム（白黒）の色調の画像と、練りに練られたシナリオが特徴。ちなみにBGMはないが、後のX68000版ではフルカラー画像およびBGM付きにアレンジされている。映画『カサブランカ』を意識したオリジナル版の広告イラスト（タイトルバックにも使用）は、コンシューマ機に移植される際に、著作権の問題からか「時を超えた手紙」にタイトルが変更され、タイトル画面もオリジナル版とはまったく異なるものに変更された。

## 概要
1945年6月。アメリカシカゴの新聞社デイリー・カサブランカの女性記者、ジェリー・ランドルフのもとへ、行方不明になったハイスクール時代からの親友、メイ・エルガーから日記が送られてくる。日記には、科学者である父親の研究のこと、その研究を狙った軍部から脅迫されていること。さらに、いつか自分に魔の手が及ぶかもしれないということが書かれていた。同僚のロイ・スティーブンスとともに彼女の家へ向かったジェリーは、そこでメイの父、エルガー博士が何者かによって刺殺されているのを発見する。博士の研究によって造られた謎の機械・・・タイムマシン。研究室に向かっているだけで、出ていった形跡のない足跡。そして、絶命した博士のあまりにもおだやかな顔。ジェリーは事件の謎を解明するため、1916年へとタイムトリップする。

## 登場人物・事件・舞台

### 人物
- エルガー博士
- メイ・エルガー
- 車椅子にすわった老婦人
- レイノルズ
- ケニー・ニコルス
- エバンス家
- リザ・ニコルス

## 対応機種
- 「カサブランカに愛を 〜殺人者は時空を超えて（オリジナル）」
  - 1986年9月12日、PC-8800シリーズ、PC-9801シリーズ、X1シリーズ用およびFM-7用、定価7200円。後に廉価版が発売された。
- 「カサブランカに愛を 〜殺人者は時空を超えて（移植版）」
  - 1988年、MSX2用、定価7200円（TAKERU版は5800円）。オリジナルではモノクロだったゲーム画面がセピア調にアレンジされた。
  - 1989年、X68000用、定価7800円（その後1991年に双葉社より発売されたSOFBOX版は3500円）ゲーム画面がフルカラーになり、FM音源によるBGMが追加された。
  - X6800版の作曲は、永田英哉
- 「時を超えた手紙」
  - （シンキングラビット）1994年、3DO。フルカラー、BGM付き
  - （リバーヒルソフト）1996年、Windows 95。
  - （サイバーフロント）2000年9月29日、Windows用、定価2480円(税抜)
- 「カサブランカに愛を」パナワードU1/3.5FD
- 「カサブランカに愛をEX」2005年5月12日 ボーダフォンライブ！向けにメガアプリ版（1ダウンロード525円の従量課金制）
- 「カサブランカに愛を」（プロジェクトEGG配信版）
  - 2002年5月24日 PC-8800シリーズ版、定価630円
  - 2004年3月12日 X68000版、定価840円
  - 2005年6月21日 MSX2版、定価735円